# 밤의 동산에서
《밤의 동산에서》는 대한민국의 방송국 기독교방송의 라디오 채널 CBS 표준FM에서 매일 새벽 2시에서 새벽 4시까지 방송하는 라디오 프로그램이다.
2013 봄개편 이전까지 김덕기 아나운서가 진행했으나 개편 이후부터는 진행자없이 찬양만으로 묵상하는 BGM프로그램을 거쳐 다시 최명진 아나운서를 거쳐 김덕기 아나운서가 맡았다.
매달 마지막주 월요일에는 정기 기기 점검으로 결방(월요일에서 화요일로 넘어가는 새벽2시)되며 호출부호 고지 및 애국가 송출 후, 정규방송이 아닌 시험방송이 송출된다. 김덕기 아나운서가 시험방송 시작을 알린 후 시험방송 음악이 송출된다.
《밤의 동산에서》는 CBS 방송시작 및 호출부호 고지를 위해 새벽 3시 55분경 방송이 종료된다.
2015년 9월 14일부터 CBS의 인터넷 크리스천 음악 전문채널인 CBS JOY4U에서도 동시방송된다.
지난 9년동안 주님의 은혜로 사랑 받아온 cbs 간판 프로그램 《밤의 동산에서》는 내일부터 《찬양하라 내 영혼아》가 방송한다

## 같이 보기
- CBS 표준FM
- CBS JOY4U